# Il cinema secondo Hitchcock
(Il cinema secondo Hitchcock, di François Truffaut)
Il cinema secondo Hitchcock (Le cinéma selon Alfred Hitchcock) è un libro di François Truffaut pubblicato in Francia nel 1966 dalle Éditions Robert Laffont. Frutto delle conversazioni intrattenute dal regista francese col regista britannico sulla filmografia di Hitchcock nel corso di una settimana nell'agosto 1962. 
Dopo la morte di Hitchcock il 29 aprile 1980, Truffaut scrisse una nuova prefazione e aggiunse un capitolo finale sugli ultimi film del Maestro della «suspense» - miscelando analisi e aneddoti - pubblicati nel 1984.

## Struttura

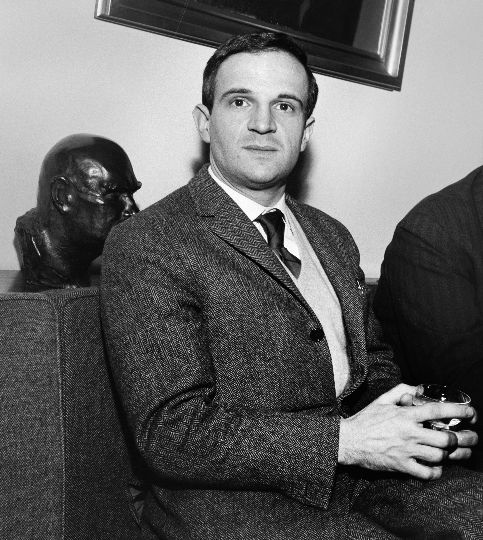
François Truffaut

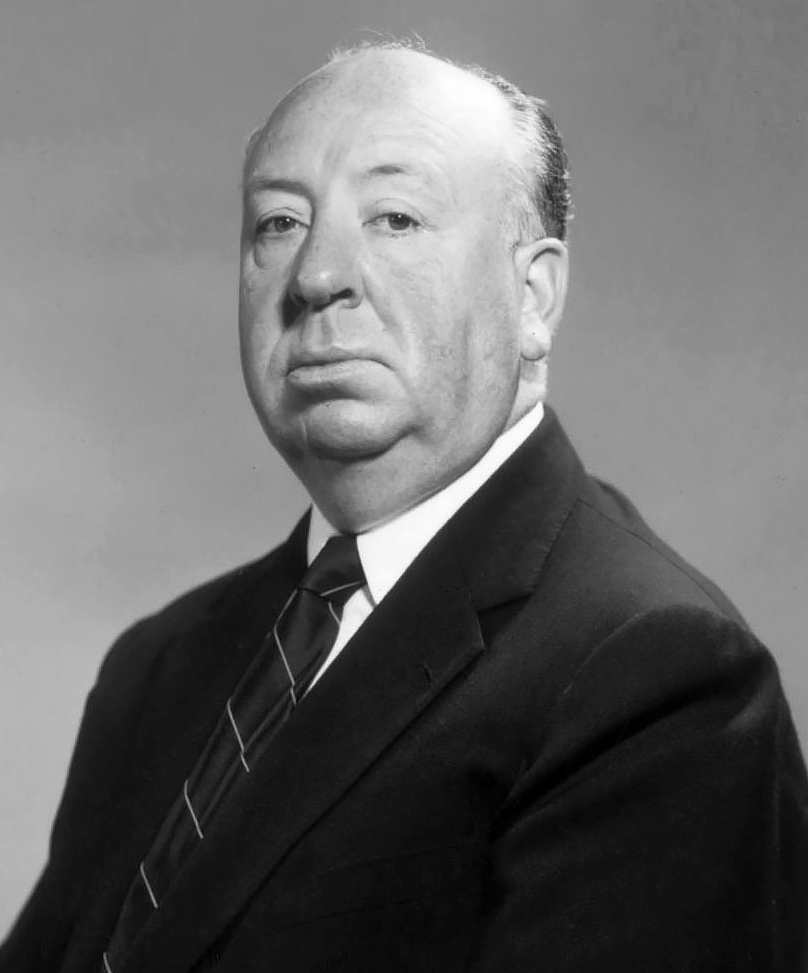
Alfred Hitchcock

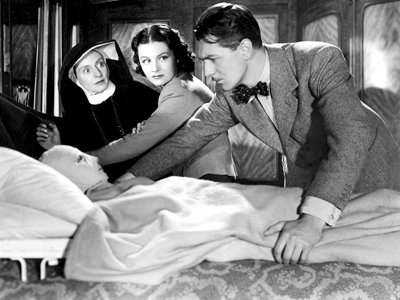
Fotogramma da The Lady Vanishes (1938)

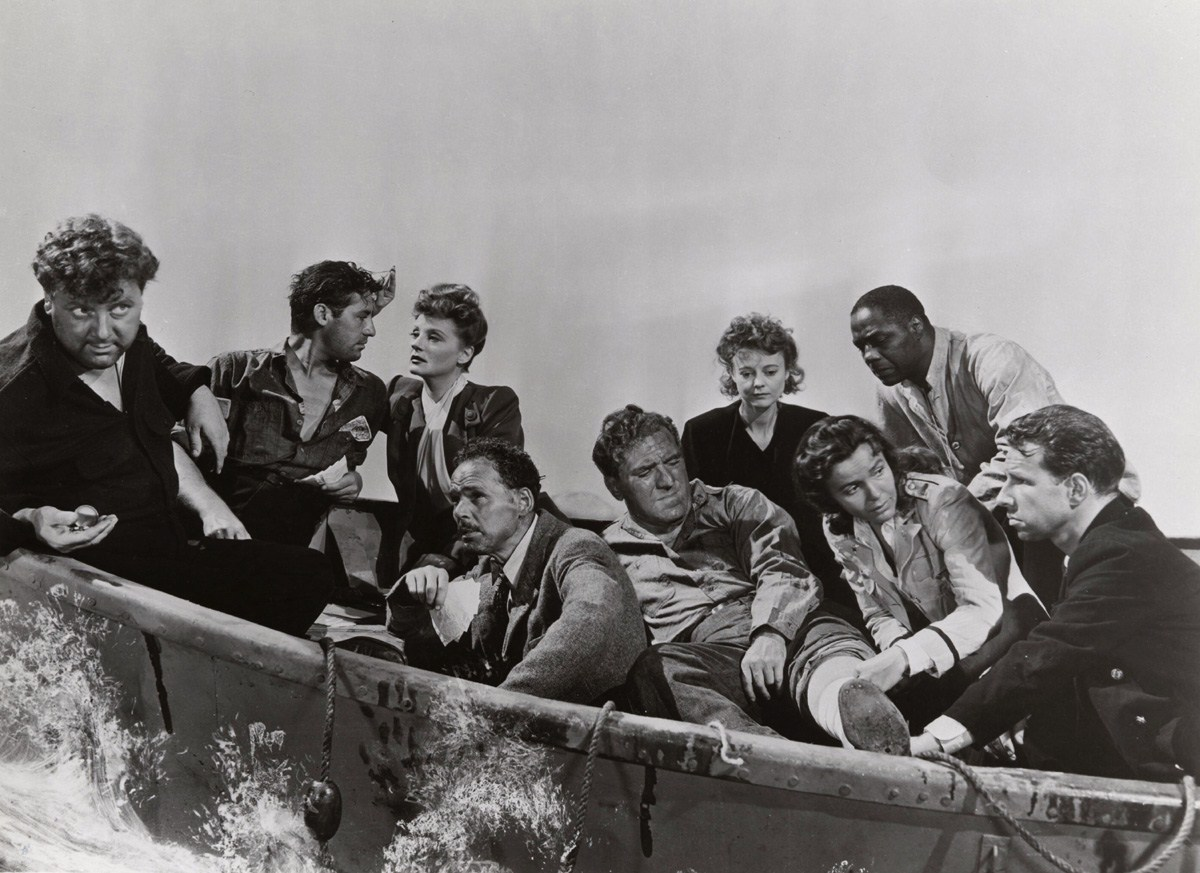
Fotogramma da Prigionieri dell'oceano (1944)

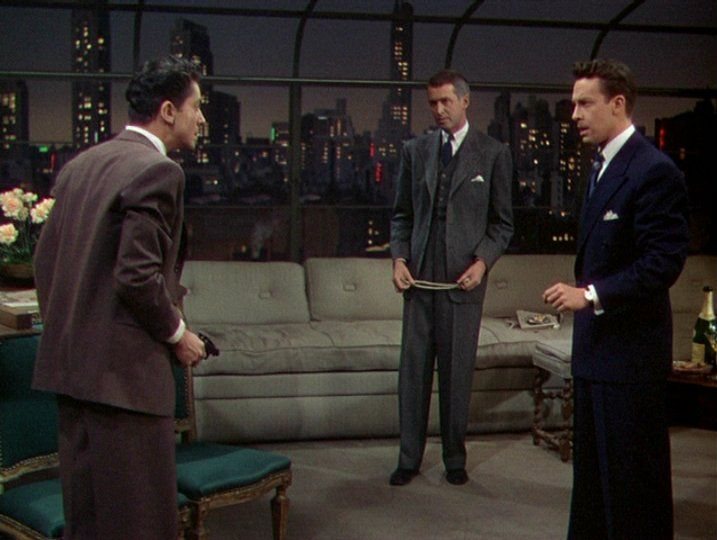
Fotogramma da Nodo alla gola (1948)

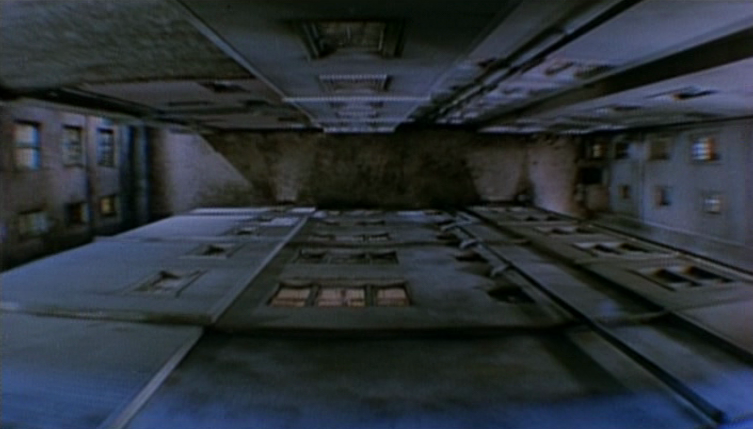
"Effetto distorsione" in La donna che visse due volte (1958)

La prima edizione uscì nel 1966, composta da 15 capitoli scritti sotto forma di dialogo fra l'intervistatore François Truffaut e l'intervistato Alfred Hitchcock. Il saggio venne aggiornato e completato da Truffaut dopo la morte di Hitchcock nel 1980 con un sedicesimo capitolo. L'edizione definitiva presenta pertanto una Prefazione e un'Introduzione, entrambe di François Truffaut e, prima del capitolo finale contenente la Filmografia di Alfred Hitchcock, i seguenti sedici capitoli:
- Capitolo I
L’infanzia - Il commissario mi chiuse in una cella - Le punizioni corporali - Ingegnere - Un film incompiuto: Number Thirteen - Woman to Woman - La mia futura moglie - Michael Balcon mi chiese... - The Pleasure Garden - Come si è svolto il mio primo giorno di riprese - The Mountain Eagle.
- Capitolo II
The Lodger è il primo vero «film di Hitchcock» - Una forma puramente visiva - Una lastra di vetro - Le manette e il sesso - Perché apparivo nei miei film - Downhill - Easy Virtue - Vinci per me! - Jack One Round - The Farmer’s Wife - Tabarin di lusso - Un po’ come Griffith - L'isola del peccato, il mio ultimo film muto - Il rettangolo dello schermo deve essere caricato di emozione.
- Capitolo III
Ricatto, il mio primo film parlato - Il procedimento Shuftan - Juno and the Paycock - Perché non girerò mai «Delitto e castigo» - Che cos’è la suspense? - Murder - Gli idiomi americani - Fiamma d'amore - Rich and Strange - A Parigi con la Signora Hitchcock - Number Seventeen - Non un gatto... - Hitchcock produttore - Vienna di Strauss - «Sei finito, la tua carriera è in ribasso» - Un esame di coscienza molto serio.
- Capitolo IV
L'uomo che sapeva troppo - Quando Churchill era capo della polizia - Come mi è venuta l’idea del colpo di piatti - Semplificare e chiarire - Il club dei 39 - Influenza di Buchan - Che cos’è l’understatement? - Una vecchia storia licenziosa - Mister Memory - Pezzi di torta.
- Capitolo V
Amore e mistero - Che cosa c’è in Svizzera? -  Sabotage - Il bambino e la bomba - Si domanda al pubblico di avere voglia di uccidere - Creare l’emozione e mantenerla - Young and Innocent - Un esempio di suspense - The Lady Vanishes - I nostri amici fautori della verosimiglianza - Un telegramma di David O’Selznick - Il mio ultimo film inglese: La taverna della Giamaica - Ero veramente disperato - Charles Laughton, simpatico buffone - Conclusioni al periodo inglese.
- Capitolo VI
Rebecca - La prima moglie - Cendrillon - Non ho mai avuto Oscar - Il prigioniero di Amsterdam - Gary Cooper si è sbagliato - Che cosa c’è in Olanda? - Il sangue sul tulipano - Conosce il Mac Guffin? - Flash-back sul Club dei trentanove - Il signore e la signora Smith - Perché ho dichiarato «Tutti gli attori sono bestiame?» - Il sospetto - Il bicchiere di latte.
- Capitolo VII
Non confondere  Sabotage con Saboteur - Una massa di idee non è sufficiente - L'ombra del dubbio - Grazie a Thornton Wilder - La vedova allegra - Un assassino idealista - I prigionieri dell'oceano - Un microcosmo della guerra - Una muta di cani - Il ritorno a Londra - Il mio piccolo contributo allo sforzo bellico: Bon Voyage e Aventure Malgache.
- Capitolo VIII
Il ritorno in America - Io ti salverò - La collaborazione con Salvador Dalí - Notorious - The Song of the Flame - Il Mac Guffin-uranio - Lo F.B.I. mi ha fatto sorvegliare - «Vuole sposarmi» - La mia idea di un film sul cinema - Il caso Paradine - Gregory Peck non è un avvocato britannico - Una ripresa interessante - Le mani adunche come un diavolo!
- Capitolo IX
Nodo alla gola: dalle 19.30 alle 21.15 - Un film con una sola inquadratura - Le nuvole di vetro filato - Il colore e l’effetto del rilievo - I muri svanivano - Fondamentalmente non c’è colore - Il découpage è necessario - I rumori della strada - Il peccato di Lady Considine- Mi sono dimostrato infantile ed idiota - I miei tre errori - Ho avuto vergogna - «Ingrid, non è che un film!» - Paura in palcoscenico - Un flash-back menzognero - Più riuscito è il cattivo, più riuscito sarà il film.
- Capitolo X
L'altro uomo o la rimonta spettacolare - Ho avuto il monopolio della suspense - L’omino che striscia - Una donnaccia - Io confesso - Non abbastanza humor - Sono un barbaro sofisticato? - Il segreto della confessione - L’esperienza non è sufficiente - La mia paura della polizia - Un ménage a tre.
- Capitolo XI
Il delitto perfetto - Il rilievo polaroid - La concentrazione teatrale - La finestra sul cortile - L’esperimento di Kulešov - Siamo tutti voyeurs - La morte del cagnolino - Bacio-sorpresa e bacio-suspense - «Il caso Patrick Mahon» e «Il caso Crippen» - Caccia al ladro - Il sesso sullo schermo - Le donne inglesi - La congiura degli innocenti - La comicità dell’understatement - L'uomo che sapeva troppo - Un pugnale nella schiena - Il colpo di piatti.
- Capitolo XII
Il ladro - Autenticità assoluta - Classifichiamo il film - La donna che visse due volte - Sempre l’alternativa: sorpresa o suspense - È pura necrofilia - I capricci di Kim Novak - Due progetti falliti: The Wreck of the Mary Deare e La piume du Flamant - Una idea di suspense politica - Intrigo internazionale - Questo risale a Griffith. Importanza della documentazione - Come utilizzare il tempo e lo spazio - Il mio gusto dell’assurdo - Il cadavere cade... dal nulla
- Capitolo XIII
I miei sogni sono molto ragionevoli - Le idee della notte - Perché il lungo bacio di Notorious e come me ne era venuta l’idea - Un esempio di puro esibizionismo - Non rovinare mai lo spazio - Quelli che non capiscono nulla della «fabbrica delle immagini» - Fare «viaggiare» il primo piano - Psyco - Il reggiseno di Janet Leigh - Un red herring - Le reazioni del pubblico - L’assassino di Arbogast - Il trasporto della vecchia madre - L’accoltellamento di Janet Leigh - Gli uccelli impagliati - Ho creato una emozione di massa - Psyco appartiene a noi cineasti - Tredici milioni di dollari di utile - In Tailandia, un uomo in piedi.
- Capitolo XIV
Gli uccelli - La vecchia ornitologa - Gli occhi strappati - Quelli che cercano di capire - La gabbia dorata di Mélanie Daniel - Mi sono abbandonato alla improvvisazione - L’uscita dalla scuola - I suoni elettronici - Un camioncino in preda alle emozioni - Mi attribuiscono molti scherzi - La gag della vecchia signora - Ho sempre avuto paura di essere picchiato.
- Capitolo XV
Marnie - Un amore feticista - Tre progetti abbandonati: The Three Hostages, Mary-Rose e R.R.R.R. - Il sipario strappato - L’autocarro cattivo - La scena della fabbrica - Non mi sono mai ripetuto - La curva ascendente - Film di situazione - Film di personaggi - Non leggo che il Times di Londra - Il mio spirito è strettamente visivo - Lei è un cineasta cattolico? - Il mio amore per il cinema - «Ventiquattro ore di vita in una città».
- Capitolo XVI
Gli ultimi anni di Hitchcock - Grace Kelly lascia il cinema - Ancora su Gli uccelli, Marnie e Il sipario strappato - Hitch rimpiange le star - I grandi film malati - Un progetto abbandonato - Topaz o la richiesta impossibile - Ritorno a Londra con Frenzy - Il pacemaker e Complotto di famiglia - Hitchcock colmato di onori e di riconoscimenti - Amore e spionaggio: The Short Night - Hitchcock sta male, Sir Alfred si spegne - È la fine.

## Adattamento cinematografico
Nel 2015 è uscito un documentario basato sulla genesi di questo libro, Hitchcock/Truffaut.

## Edizioni
- Il cinema secondo Hitchcock, prefazione all'edizione italiana di Francois Truffaut, trad. Giuseppe Ferrari e Francesco Pititto, Parma, Pratiche Editrice, 1977,  p. 291.
- Il cinema secondo Hitchcock, nuova prefazione di Truffaut e cap.XVI, edizione definitiva, Collana Le forme del discorso, Parma, Pratiche Editrice, 1985,  p. 311, ISBN 88-73-80065-3.
- Il cinema secondo Hitchcock, Supplemento de L'Unità, Roma, Nuove Pratiche/L'Unità, 1994,  p. 293.
- Il cinema secondo Hitchcock, Parma, Pratiche, 1995,  p. 311, ISBN 88-73-80498-5.
- Il cinema secondo Hitchcock, Collana Saggi, Milano, Net, 2002,  p. 311, ISBN 88-51-52025-9.
- Il cinema secondo Hitchcock, Collana Opere e libri, Milano, Il Saggiatore, 2008-2014,  p. 311, ISBN 978-88-428-1328-6.
- Il cinema secondo Hitchcock, Collana Saggi tascabili, Milano, Il Saggiatore, 2009-2016,  p. 311, ISBN 978-88-428-2055-0.